# Estonia (traghetto)
L'Estonia fu una nave traghetto operante con questo nome dal 1993 al 1994 per la compagnia di navigazione Estline. Naufragò il 28 settembre 1994 durante un viaggio tra Tallinn e Stoccolma, con 989 persone a bordo; di queste, solamente 137 sopravvissero, rendendo il naufragio il peggior disastro marittimo in Europa a coinvolgere un traghetto.

## Storia operativa

### Viking Line
La nave, varata ai Meyer Werft di Papenburg con il nome di Viking Sally il 26 aprile 1980, entrò in servizio nello stesso anno per la Rederi ab Sally (compagnia facente parte del consorzio Viking Line) sulla rotta Turku - Mariehamn - Stoccolma. Nel 1987, quando la compagnia fu acquistata dal gruppo rivale Effjohn, il traghetto continuò comunque ad operare per la Viking Line sulla stessa rotta, venendo noleggiato alla Rederi ab Slite fino al 1990.

### Effjohn
Terminato il noleggio, la nave fu assegnata alla Silja Line (compagnia finlandese controllata da Effjohn), che la impiegò sulla stessa rotta di prima con il nome Silja Star. Nel 1991 il traghetto passò alla Wasa Line, sempre di proprietà di Effjohn, prendendo il nome di Wasa King e venendo immessa sul collegamento tra Vaasa e Umeå o Sundsvall.

### Estline
Nel gennaio del 1993 la nave passò nuovamente di proprietà, prendendo i colori della estone Estline, che la utilizzò, con il nuovo nome di Estonia, per collegare Tallinn con Stoccolma.

## Il naufragio
| Nazionalità delle vittime | Deceduti |
| ------------------------- | -------- |
| Svezia                    | 501      |
| Estonia                   | 285      |
| Lettonia                  | 17       |
| Russia                    | 11       |
| Finlandia                 | 10       |
| Norvegia                  | 6        |
| Danimarca                 | 5        |
| Germania                  | 5        |
| Lituania                  | 3        |
| Marocco                   | 2        |
| Bielorussia               | 1        |
| Canada                    | 1        |
| Francia                   | 1        |
| Paesi Bassi               | 1        |
| Nigeria                   | 1        |
| Ucraina                   | 1        |
| Regno Unito               | 1        |
| Totale decessi            | 852      |

Nella notte tra il 27 ed il 28 settembre 1994, l'Estonia, partita da Tallinn, stava navigando verso Stoccolma in condizioni di mare agitato. Verso l'una di notte la celata di prua, sottoposta a forti sollecitazioni a causa di onde alte fino a quattro metri, cominciò a cedere, staccandosi del tutto all'una e un quarto. Il garage fu immediatamente invaso da una gran quantità d'acqua, che causò una forte inclinazione verso dritta. All'una e venti fu dato l'allarme e due minuti dopo fu inviato il primo triplice segnale di "Mayday". L'Estonia continuò a inclinarsi rapidamente, impedendo a gran parte dei passeggeri di mettersi in salvo; all'una e cinquanta, la nave sparì definitivamente dai radar.
La prima nave a giungere sul luogo del naufragio fu la Mariella, appartenente alla Viking Line, che arrivò alle 2:12, presto seguita dalla Silja Europa, il cui comandante assunse l'incarico di coordinatore dei soccorsi. I primi elicotteri di soccorso arrivarono intorno alle tre. Le operazioni, rese difficili dal maltempo, permisero di salvare 138 persone, una delle quali morì in seguito in ospedale; gli ultimi sopravvissuti furono trovati intorno alle nove. Solamente 94 corpi furono recuperati; circa 650 dei rimanenti 757 passeggeri e membri dell'equipaggio rimasero probabilmente intrappolati nel relitto.
A Tallinn, nel parco esistente tra le mura della città vecchia e il porto, un monumento intitolato "Linea spezzata" ricorda i nomi e la memoria delle 852 vittime del naufragio dell'Estonia.

## Cause del naufragio
Il relitto fu ispezionato con un ROV già pochi giorni dopo il naufragio dalla Rockwater A/S. Secondo il rapporto ufficiale, il disastro fu causato dal cedimento della celata di prua, che strappandosi spalancò la rampa di accesso al garage, permettendo così all'acqua di invadere la nave. L'equipaggio non si rese conto immediatamente del guasto perché la celata di prua si ruppe in modo tale che nessuno dei sensori di sicurezza posti su di essa entrò in funzione a segnalarne l'apertura; inoltre, la prua non era visibile dal ponte di comando. L'ipotesi che il naufragio potesse essere stato causato da una bomba, ripresa più volte dai media, è stata esclusa definitivamente dalla commissione di investigazione.
Nel volume "Terrore dal mare", di William Langewiesche, Adelphi, 2005, si approfondiscono numerosi aspetti dell'incidente attribuendo la causa principale alla scarsa manutenzione della nave e a un problema alle guarnizioni della rampa auto non risolto nei sei mesi precedenti il naufragio.